# 学习院女子短期大学
学习院女子短期大学（日语：／ Gakushuin Joshi Tanki Daigaku *），简称学短或白短，是过去一所位于日本东京都新宿区的私立短期大学。

## 概要

### 简介
- 学校最早可以追溯到1948年[1]。短期大学为于1950年开办[1][2]、由学校法人学习院经营。招生到1997年[3]、停办于2001年。

### 历史
- 1950年 学习院大学短期大学部成立并同时设置一个学科、分离为两个专攻。以下列举。
  - 日文专攻
  - 英语专攻
- 1953年 改校名为学习院女子短期大学。
- 1969年 学科改名为人文学科、成立三个专攻。以下列举。
  - 日文专攻→日文学专攻
  - 英语专攻→英语专攻
  - 文化史专攻（今年成立）
- 1997年 招生最后、次年停止招生（正式停办于2001年5月29日[3]）。

### 宪章
- 请参看原学习院女子短期大学的标志（页面存档备份，存于） （日語） 2014年4月27日阅览。

## 学校环境
- 校区：在了东京都新宿区[注 1]

## 历任校长
- 小宫丰隆：第一代短期大学校长[4]。
- 近藤不二：最后短期大学校长[4]

## 组织

### 学科
- 人文学科
  - 日文学专攻
  - 英语专攻
    - 一类[注 2]
    - 二类[注 3]
- 文化史专攻
- 家庭生活科
  - 一类[注 4]
  - 二类[注 5]

### 专科
| - 有了 |

### 业余课程
| - 没有 |

### 附属机关
| - 图书馆 |

## 知名校友

### 文学界
- 犬养智子
- 松田美智子

### 演艺界
- 桥部敦子 - 剧作家
- 市川靖子 -　女演员
- 释由美子 - 女演员
- 岩崎ひろみ - 女演员
- 又纪仁美 - 唱作人

#### 播音员
- 小穴薰

#### 饭菜学者
- 铃木荘能子

## 相关链接
- 日本短期大学列表
- 学习院大学